# Ихсим
Ихсим (араб. إحسم‎) — небольшой город на северо-западе Сирии, расположенный на территории мухафазы Идлиб. Входит в состав района Эриха. Является административным центром одноимённой нахии.

## Географическое положение
Город находится в западной части мухафазы, у подножья горного массива Джебель-эз-Завие, на высоте 791 метра над уровнем моря.

Ихсим расположен на расстоянии приблизительно 22 километров к юго-юго-западу (SSW) от Идлиба, административного центра провинции и на расстоянии 240 километров к северу от Дамаска, столицы страны.

## Население
По данным официальной переписи 2004 года численность населения города составляла 5870 человек (2977 мужчин и 2893 женщины).

## Транспорт
Ближайший гражданский аэропорт — Международный аэропорт имени Басиля Аль-Асада.